# Schronisko na Hali Szrenickiej
Das Berghotel Schronisko na Hali Szrenickiej (ehem. Neue Schlesische Baude, früher auch Kranichbaude) ist eine Bergbaude im polnischen Teil des Riesengebirges auf dem Gelände des Nationalparks Karkonoski Park Narodowy (KPN).

## Lage
Das Hotel liegt auf der Gemarkung von Szklarska Poręba (Schreiberhau) in einer Höhe von 1195 m n.p.m. über dem Meeresspiegel in der Mitte der urtümlichen Bergweide „Hala Szrenicka“. Diese Alm zwischen den Gipfeln der Wasserkoppe (polnisch Kamiennik, tschechisch Luboch) und des Reifträgers (polnisch Szrenica, tschechisch Jínonoš) trägt auch den Namen Grenzwiese, da nur wenige Schritte entfernt die Staatsgrenze zu Tschechien verläuft.
Obwohl die Anfahrt für den Privatverkehr aus Gründen des Naturschutzes gesperrt ist, kann die Herberge über verschiedene Wege ganzjährig gut erreicht werden. Der kürzeste Weg führt einem rot markierten Weg folgend von einem Parkplatz in Schreiberhau, wo man für wenig Geld das Auto abstellen kann, an der Berghütte am Zackelfall (Kamieńczyk) vorbei. Zu Fuß und je nach Kondition und Witterung erreicht man dann in ein bis zwei Stunden das Ziel. Mit dem Fahrrad geht es natürlich schneller. Noch bequemer ist es, wenn man den Sessellift benutzt. Von der Bergstation sind es, an der Felsformation Pferdekopfsteine (Końskie Łby) vorüber, etwa 40 bis 60 Minuten Fußweg talabwärts.
Diese Wege sind selbstverständlich nur in der wärmeren Jahreszeit empfehlenswert. Im Winter bietet sich der letztgenannte Zugang für Skifahrer und Snowboarder an. „In Ausnahmefällen können die Hotelgäste aber auch damit rechnen, von einem Gelände- oder Pistenfahrzeug per Anhalter mitgenommen zu werden“ hieß es sinngemäß noch im Internetauftritt von 2009, was natürlich die Naturschutzauflagen des KPN konterkariert hat.
Von der Alm hat man einen herrlichen Blick auf das Hirschberger Tal (polnisch Kotlina Jeleniogórska) und das Isergebirge. Im Winter nutzen Ski- und Snowboardfahrer die Hänge und Senken an der Baude, denn die Wiese ist Teil des Skigebietes „Ski Arena Szrenica“.

## Geschichte
Die erste Erwähnung eines Gebäudes auf der Alm, die von alters her auch Kranichwiese genannt wurde, geht auf das Jahr 1786 zurück und beschreibt eine Schutzhütte für Hirten. Schon bald wurde dort eine Schank- und Vesperstube eingerichtet. Im Kirchenbuch der Gemeinde ist ein gewisser Wenzel Krause aus den Krausebauden als erster Pächter verzeichnet. 1790 übernimmt Johann Paul Adolph die Baude, die von seiner Familie bis zur Vertreibung der deutschen Bevölkerung 1945 bewirtschaftet wurde.
Zunächst stellte der Tourismus für die Bewohner nur einen Nebenverdienst zur Viehwirtschaft dar. Im Jahr 1820 bestand das Anwesen aus einem größeren und einem kleineren Gebäude. 1846 entstand ein weiterer Bau, der ausschließlich als Herberge für Wanderer diente, die Sommerbaude. Das kann als Grundsteinlegung für die Tourismusbranche in Schreiberhau angesehen werden. Das gesamte Anwesen trug damals noch den Namen Kranichbaude, wurde aber später in „Neue Schlesische Baude“ umbenannt, um den Unterschied zur „Alten Schlesischen Baude“ (Schronisko pod Labskim Szcytem) unterhalb der Veilchenspitze (Labski Szczyt) zu unterstreichen. 
Nachdem der Reiseverkehr weiter zugenommen hatte, wurde 1869 eine Versorgungsstraße gebaut. Das Objekt wurde wiederholt umgebaut, modernisiert und 1895 vollständig neu, nach dem Vorbild der Peterbaude (Petrova bouda), aufgebaut. Es war ein großes Gebäude in Holzbauweise mit einem Satteldach, bot Platz für 80 bis 100 Personen und besaß 22 Gästezimmer (nach anderen Quellen 30 Zimmer). 
Im Jahre 1909 wurde ein zweistöckiger Backsteinbau mit Veranda hinzugefügt, der von den Brüdern Albert aus Hirschberg entworfen wurde. Die Gebrüder hatten sich bereits als Architekten mehrerer anderer Schutzhütten im Riesengebirge einen Namen gemacht und erbauten später auch die Reifträgerbaude.
1939 erhielt die Baude die heutige Gestalt, und die bestehenden Gebäude wurden mit einer Galerie untereinander verbunden.
Vor dem Zweiten Weltkrieg besaß das Hotel den Standard eines Luxus-Berghotels und verfügte über mehr als 130 Betten.
Nach dem Krieg wurde das Hotel vom polnischen Staat beschlagnahmt und diente bis 1947 als Grenzwache und Unterkunft der Grenzschutztruppen (WOP). 1950 übernahm die Polnische Gesellschaft für Tourismus (PTTK) das Gebäude. Bis schließlich der heutige Namen gefunden war, waren kurzzeitig die Namen „Pod Kopą Wodną“ (Unter der Wasserkoppe) und „Pod Szrenicą“ (Unter dem Reifträger) im Gebrauch.
Im Winter 1952/53 waren hier und auf der Baude „Samotnia“ (ehemals Kleine Teichbaude) die ersten Mitglieder des freiwilligen Bergrettungsdienstes „Górskie Ochotnicze Pogotowie Ratunkowe“ („GOPR“) im Einsatz. Inzwischen ist hier eine Bergrettungsstation ganzjährig besetzt.
In den Jahren 1961/62 wurde das Hotel erneut renoviert und ist seither die größte Baude auf der schlesischen Seite des Riesengebirges.
Im August des Jahres 1975 brach im Mitteltrakt ein Feuer aus und zerstörte die obere Etage und den Dachstuhl. Die kommende Wintersaison war bereits lange ausgebucht und der Fortbestand des Hotels bedroht. Mitte September wurde der Wiederaufbau beschlossen, allerdings mit Änderungen. Schon im Frühjahr des nächsten Jahres wurde der Betrieb mit etwa der Hälfte der Bettenzahl wieder aufgenommen. Das abgebrannte Stockwerk wurde jedoch nicht wieder hergestellt, und in dieser Form besteht die Herberge bis heute. 
Auch nach der „polnischen Wende“ von 1989 führte die PTTK das Hotel weiter und stellte sicher, dass die immer wieder anfallenden Sanierungsmaßnahmen durchgeführt wurden. In den letzten Jahren wurden Heizung, Wasserversorgung und sanitäre Einrichtungen modernisiert. Eine finnische Sauna und eine weitere Terrasse wurden fertiggestellt.
Die Hütte verfügt seit 2002 über einen Internetanschluss.
Auf einer Rangliste der PTTK-Berghütten, welche von der Zeitschrift „Magazyn Turystyki Górskiej n.p.m.“ geführt wird, belegte das Hotel im Jahr 2011 den letzten Platz, unter anderem wegen erheblicher Schäden im und am Gebäude. Diese Mängel wurden aber bereits im darauf folgenden Jahr beseitigt.

## Wanderrouten
Die Herberge kann über die folgenden Wanderrouten erreicht werden:

▬ Mit einem grünen Wegzeichen führt ein Wanderweg in durchschnittlich 2½ Stunden hinunter nach Jakuszyce (Jakobsthal).
▬ Ebenfalls grün markiert ist die Wanderroute „Ścieżka nad Reglami“ (Weg unterm Hochwald). Dieser berühmte Weg mit einer Länge von ca. 28 km verläuft auf einer Höhe von 1100 bis 1200 m über dem Meeresspiegel, größtenteils durch den Nationalpark. In einer Gehzeit von etwa 7 Stunden geht es vorbei an den Karen der Schneegruben (Śnieżne Kotły) und der Agnetendorfer Schneegrube (Czarny Kocioł Jagniątkowski) über den Spindlerpass (Przełęcz Karkonoska) weiter zu den Pilgersteinen (Pielgrzymy). Der Weg ist im Winter wegen Lawinengefahr geschlossen.
▬ Rot beschildert führen der „Weg der polnisch-tschechischen Freundschaft“ und der Sudeten-Hauptwanderweg von Szklarska Poreba nach Karpacz (Krummhübel) und weiter.

## Galerie

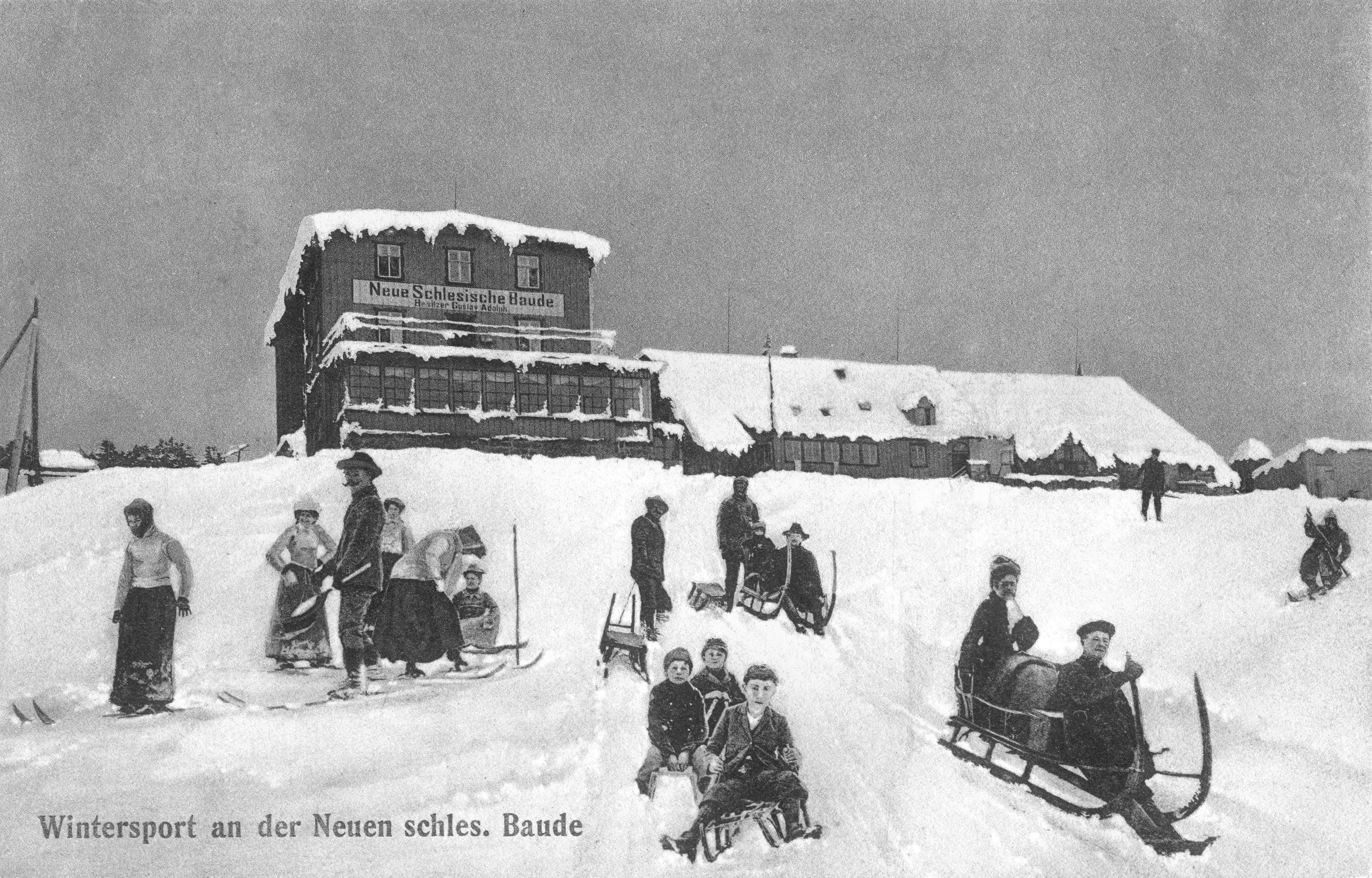
Wintersport im Jahr 1909

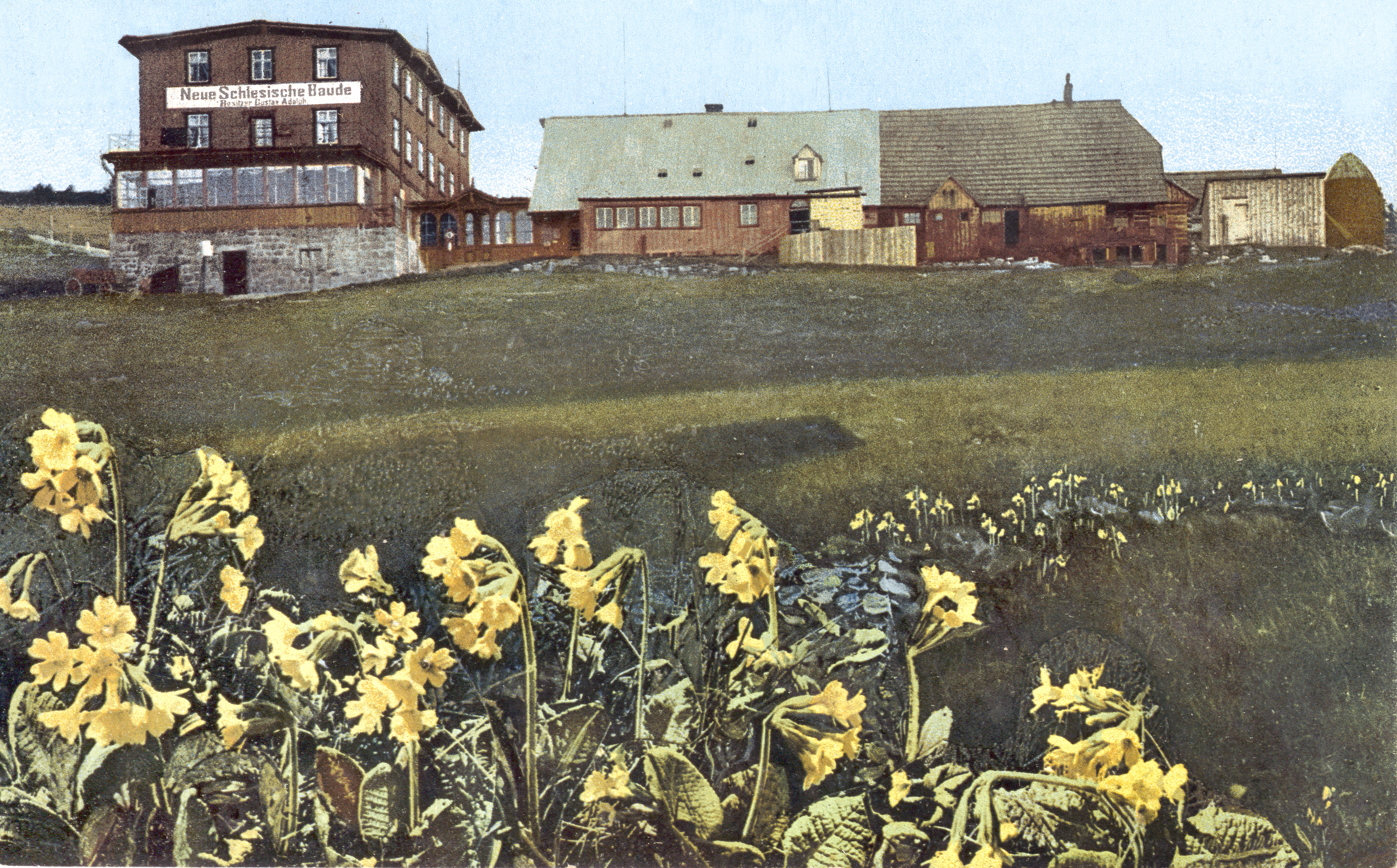
Bild aus den 1930er Jahren

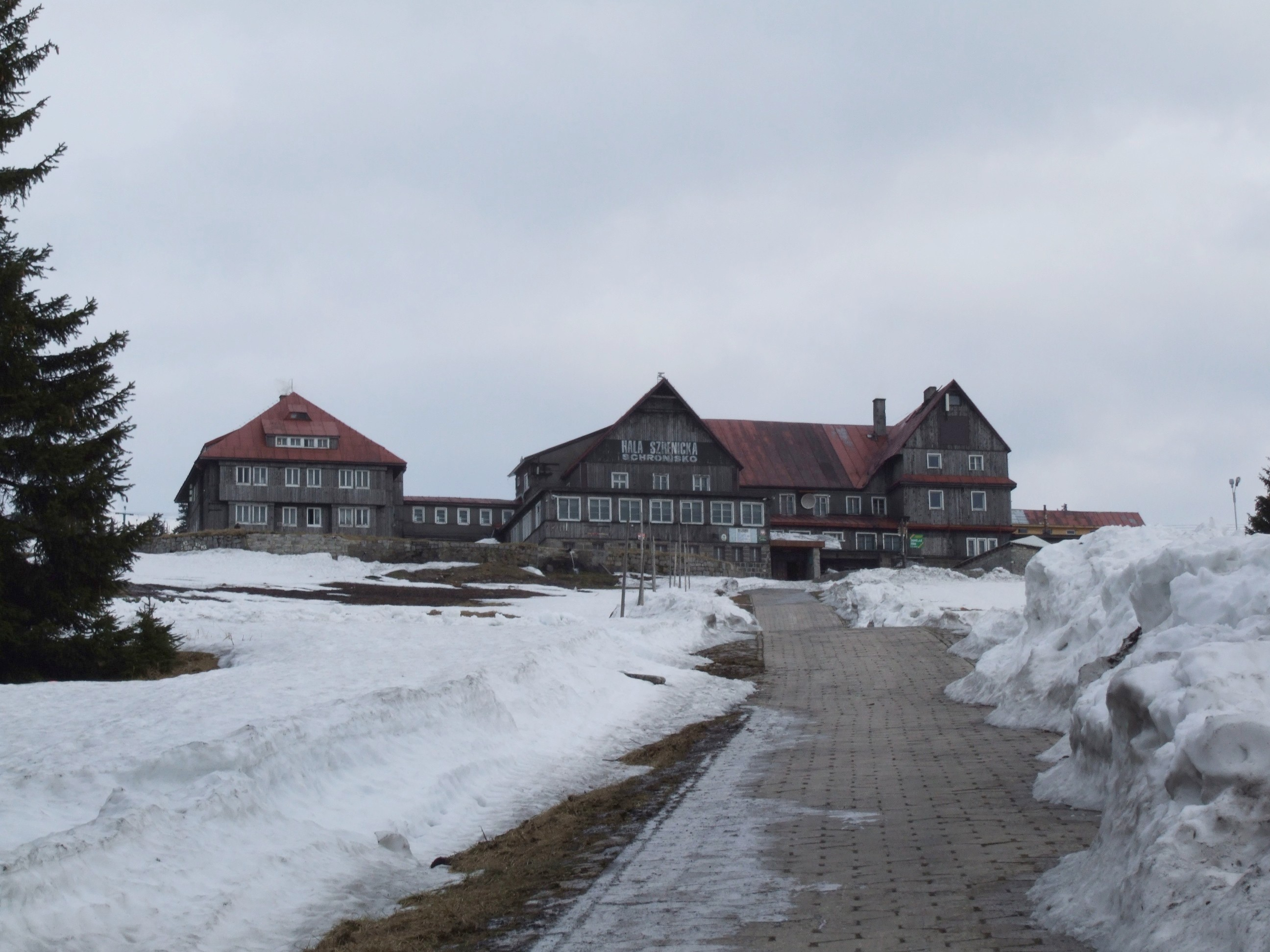
Mai 2008

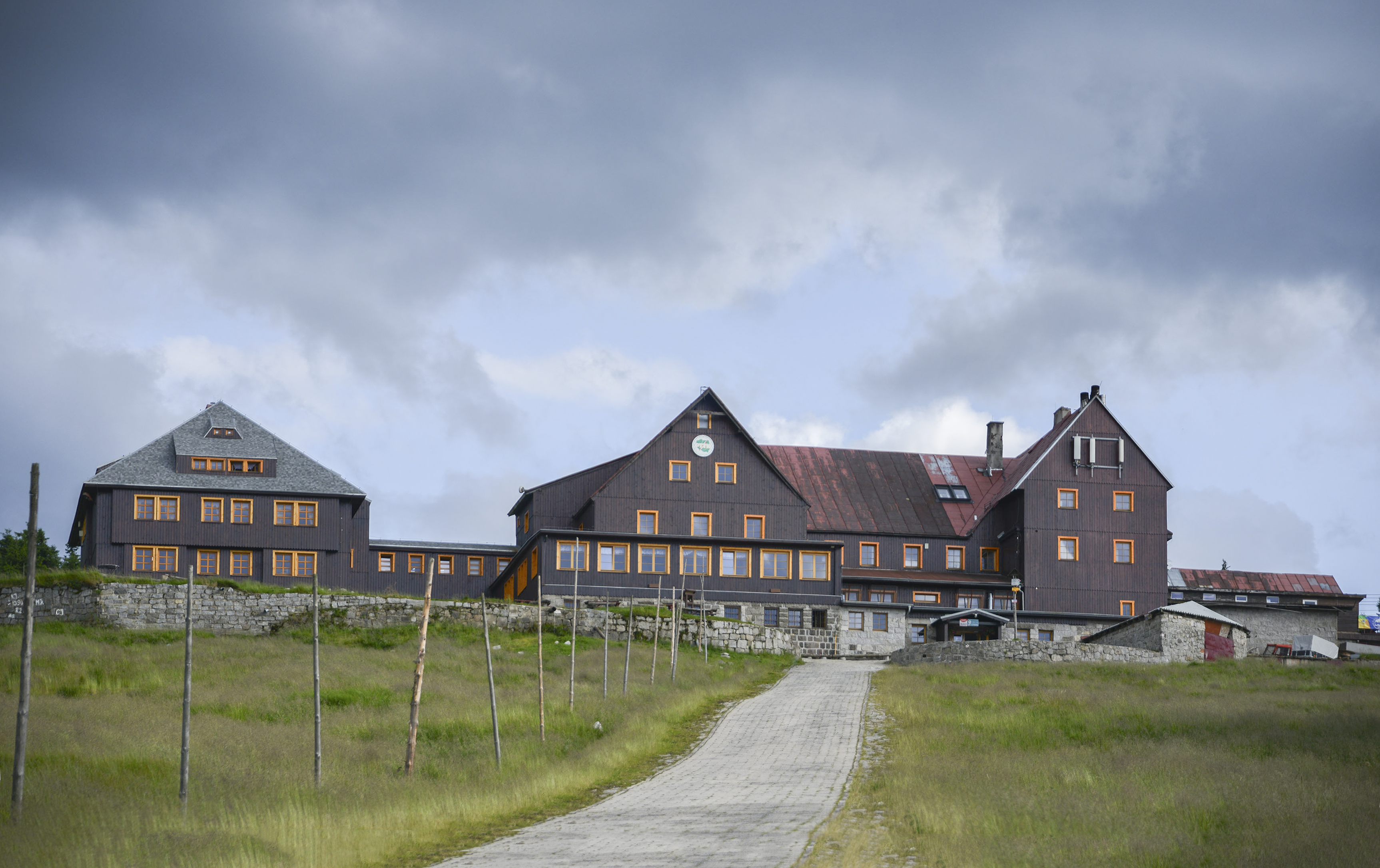
Juli 2015